# اس‌ای‌اس ایزاندلوانا (اف۱۴۶)
اس‌ای‌اس ایزاندلوانا (اف۱۴۶) (به انگلیسی: SAS Isandlwana (F146)) یک کشتی است که طول آن ۱۲۱ متر (۳۹۷ فوت ۰ اینچ) می‌باشد. این کشتی در سال ۲۰۰۲ ساخته شد.